# Siniloan
Siniloan ist eine philippinische Stadtgemeinde in der Provinz Laguna.

## Geografie
Siniloan liegt in der Ebene zwischen dem Sierra Madre Gebirge und der Laguna de Bay ungefähr 84 Kilometer über die Manila East Road oder den Marcos Highway oder 113 Kilometer über den South Luzon Expressway von Manila entfernt.
Siniloam ist ein Zentrum für Bildung, Handel und Transport für Stadtgemeinden im Osten der Provinz Laguna und die Stadtgemeinden der benachbarten Provinzen Quezon und Rizal.

## Baranggays
Siniloan ist politisch unterteilt in 20 Baranggays. Davon sind 13 städtisch und sieben ländlich.
| - Acevida - Bagong Pag-Asa (Pob.) - Bagumbarangay (Pob.) - Buhay - Gen. Luna - Halayhayin - Mendiola | - Kapatalan - Laguio - Liyang - Llavac - Pandeno - Magsaysay - Macatad | - Mayatba - P. Burgos - G. Redor (Pob.) - Salubungan - Wawa - J. Rizal (Pob.) |